# Бибинов, Сергей Николаевич
Сергей Николаевич Бибинов (1870—?) — русский военный деятель,  полковник (1915). Герой Первой мировой войны.

## Биография
В службу вступил в 1888 году после окончания Елисаветградского реального училища. В 1889 году после окончания офицерский курсов Алексеевского военного училища произведён в подпоручики. В 1893 году произведён в поручики, в 1897 году в штабс-капитаны, в 1901 году в капитаны.
В 1909 году после окончания Офицерской артиллерийской школы произведён в подполковники с назначением  командиром 6-й батареи 10-й артиллерийской бригады. С 1914 года участник Первой мировой войны, в составе своей батареи. В 1915 году произведён в  полковники и назначен командиром 1-го дивизиона 10-й артиллерийской бригады.
Высочайшим приказом от 12 июля 1915 года за храбрость награждён Георгиевским оружием :
Командиру 1-го дивизиона 10-й артиллерийской бригады, Сергею Бибинову за то, что при атаки частями 10-й пехотной дивизии 7-го, 8-го и 9-го декабря 1914 года позиций противника у д. Рожкова-Воля, выдвинулся на линию пехотных окопов в расстоянии 300 саженей от противника и, находясь под сильным и действительным ружейным и артиллерийским огнём в положении исключительной опасности на своём передовом наблюдательном пункте, корректировал стрельбу 5-й и 6-й батарей, направляя огонь их на важнейшие участки позиции противника, и тем дал возможность атакующим частям, нанеся противнику громадные потери, занять передовые неприятельские окопы

## Награды
- Орден Святой Анны 3-й степени с мечами и бантом (1906; ВП 19.06.1915)
- Орден Святого Станислава 2-й степени с мечами (1910; ВП 12.01.1915)
- Орден Святой Анны 2-й степени с мечами  (ВП 07.12.1913; ВП 25.05.1915)
- Орден Святого Владимира 4-й степени с мечами и бантом (ВП 05.11.1914)
- Георгиевское оружие (ВП 12.07.1915)
- Орден Святого Владимира 3-й степени с мечами (ВП 28.02.1916)
- Высочайшее благоволение (ВП 13.07.1916)